# Eubordeta subapicalis
Eubordeta subapicalis är en fjärilsart som beskrevs av M.Gaede 1922. Eubordeta subapicalis ingår i släktet Eubordeta och familjen mätare. Inga underarter finns listade i Catalogue of Life.